# Зелепукін Валерій Михайлович
Валерій Михайлович Зелепукін (рос. Валерий Михайлович Зелепукин, нар. 17 вересня 1968, Воскресенськ) — радянський, згодом російський хокеїст, що грав на позиції крайнього нападника. Грав за збірну команду СРСР та збірну Росії.

## Ігрова кар'єра
Професійну хокейну кар'єру розпочав 1984 року.
1990 року був обраний на драфті НХЛ під 221-м загальним номером командою «Нью-Джерсі Девілс».
Протягом професійної клубної ігрової кар'єри, що тривала 23 років, захищав кольори команд «Хімік» (Воскресенськ), ЦСКА (Москва), «Нью-Джерсі Девілс», «Едмонтон Ойлерс», «Філадельфія Флаєрс», «Чикаго Блекгокс», «Ак Барс», СКА (Санкт-Петербург) та «Хімік» (Митищі).
Був гравцем молодіжної збірної СРСР, у складі якої брав участь у 13 іграх. Виступав за дорослу збірну СРСР, а згодом за збірну Росії. На головних турнірах світового хокею провів у їх складі 24 гри.
Всього провів 595 матчі в НХЛ, включаючи 85 матчів плей-оф Кубка Стенлі.

### Збірна
| Рік                | Команда            | Турнір             | Місце              | І  | Г | П | О  | ШХ |
| ------------------ | ------------------ | ------------------ | ------------------ | -- | - | - | -- | -- |
| 1987               | СРСР               | МЧС                | Дискваліфікована   | 6  | 2 | 1 | 3  | 4  |
| 1988               | СРСР               | МЧС                | 2                  | 7  | 6 | 1 | 7  | 4  |
| Молодіжна збірна   | Молодіжна збірна   | Молодіжна збірна   | Молодіжна збірна   | 13 | 8 | 2 | 10 | 8  |
| 1991               | СРСР               | ЧС                 | 3                  | 9  | 0 | 4 | 4  | 5  |
| 1996               | Росія              | КС                 | Півфінал           | 3  | 0 | 0 | 0  | 20 |
| 1998               | Росія              | ОІ                 | 2                  | 6  | 1 | 2 | 3  | 0  |
| 2004               | Росія              | ЧС                 | 10-е               | 6  | 0 | 2 | 2  | 4  |
| Національна збірна | Національна збірна | Національна збірна | Національна збірна | 24 | 1 | 8 | 9  | 29 |